# Letiště Melilla
Letiště Melilla (španělsky: Aeropuerto de Almería) (IATA: MLN, ICAO: GEML) se nachází 3 km východně od centra města Melilla, v jihovýchodním Španělsku. 

## Zařízení
Jedná se o moderní letiště. K dispozici je terasa a malá kavárna s výhledem na přistávací dráhu.

## Letecké společnosti a destinace
| Letecké společnosti | Destinace |
| ------------------- | --- |
| Iberia Regional     | Madrid, Barcelona, Sevilla, Almeria, Malaga, Granada. Sezónní: Palma de Mallorca, Gran Canaria, Santiago de Compostela. |

## Statistiky
| Rok                    | Cestující | Pohyby letadel | Náklad (tuny) |
| ---------------------- | --------- | -------------- | ------------- |
| 2000                   | 263.751   | 8.916          | 650           |
| 2001                   | 229.806   | 8.707          | 587           |
| 2002                   | 211.966   | 8.013          | 546           |
| 2003                   | 223.437   | 9.017          | 479           |
| 2004                   | 245.102   | 9.098          | 387           |
| 2005                   | 271.589   | 9.296          | 323           |
| 2006                   | 313.543   | 10.696         | 431           |
| 2007                   | 339.244   | 11.146         | 434           |
| 2008                   | 314.643   | 10.959         | 386           |
| 2009                   | 293.695   | 9.245          | 350           |
| 2010                   | 292.608   | 8.935          | 340           |
| 2011                   | 286.701   | 9.119          | 265           |
| 2012                   | 315.850   | 9.922          | 235           |
| 2013                   | 289.551   | 7.893          | 164           |
| 2014                   | 319.603   | 8.873          | 136           |
| 2015                   | 317.806   | 8.409          | 136           |
| 2016                   | 330.116   | 8.535          | 141           |
| 2017                   | 324.366   | 7.956          | 134           |
| 2018                   | 348.121   | 8.085          | 127           |
| 2019                   | 434.660   | 9.768          | 134           |
| 2020                   | 195.636   | 5.158          | 32            |
| 2021                   | 332.446   | 7.828          | 9             |
| 2022                   | 447.450   | 9.772          | 22            |
| 2023                   | 501.069   | 10.755         | 25            |
| Zdroj: Aena Statistics |           |                |               |